# American short
American short er en dansk dokumentarfilm fra 2004 instrueret af Sami Saif.

## Handling
Glemte Sami Saif mon rent de ni dogmer? Eller er 'American Short' en bevidst provokation vendt mod provokatøren Trier? I hvert fald dumper instruktøren af 'Family' og 'Dogville Confessions' eklatant på dogumentarskolen. I stedet har han skabt en iscenesat, næsten fiktiv film om en drengs dannelsesrejse i USA. I et fragmenteret billedsprog suppleret af storladen musik og proppet med filmreferencer følger vi Jake på en vandring, hvor han møder en række personer, der hver især repræsenterer et amerikansk traume: racediskrimination, Vietnam, overforbrug, angsten for (anden) intelligens i rummet osv. Resultatet er et spændende eksperiment og lidt af en seerudfordring - og måske et forsøg på at punktere illusionen om, at man med Dogumentary kan bortskrælle dokumentarfilmens illusoriske lag.